# Актобе (аэропорт)
Междунаро́дный аэропорт Алия Молдагулова (ИАТА: AKX, ИКАО: UATT) (каз. Әлия Молдағұлова халықаралық әуежайы, Älia Moldağūlova halyqaralyq äuejaiy) — казахстанский международный аэропорт города Актобе. Находится на юго-западной окраине города, в 3,5 км южнее железнодорожной станции Актобе.
Является первым по величине аэропортом в Актюбинской области. В 2024 году аэропорт обслужил 985 000 пассажиров и тем самым занимает по этому показателю 5-е место по пассажиропотоку среди казахстанских аэропортов.
Эксплуатацию аэропорта осуществляет АО "Международный аэропорт Алия Молдагулова", 100 % акций принадлежит ГУ "Управление финансов Актюбинской области". В настоящее время аэропорт обеспечивает выполнение регулярных рейсов в Актау, Алматы, Атырау, Астану, Шымкент, Москву, Стамбул, Тбилиси, Казань, Баку, чартерных рейсов в Анталью, Шарм - эш - Шейх, Дубай, Доху, Пхукет.

## История
История аэропорта берет свое начало с 1933 года, когда был построен аэропорт. На территории его находилось поле для взлета и посадки самолетов, саманный вокзал — с небольшим залом, домик для пилотов из двух комнат, подвальное бензохранилище, а также саманная маслогрейка (для подогрева масла и воды).
- Август 1933 г. — создание Аэропорта Актюбинск;
- Февраль 1935 г. — организация Северо-Казахстанского управления Гражданской авиации с центром в Актюбинске;
- 1947 г. — оснащение Аэропорта средствами навигации и посадки ВС (Воздушных Судов);
- 1967 г. — введение в эксплуатацию ИВПП (Искусственной Взлетно-Посадочной Полосы);
- 1974 г. — введен в эксплуатацию склад ГСМ (Горюче-Смазочных Материалов);
- 1975 г. — введено в эксплуатацию здание Аэровокзала;
- 1984 г. — введено в эксплуатацию здание авиационно-технической базы;
- Декабрь 1993 г. — реорганизация Актюбинского авиапредприятия в АООТ «Актюбинское авиапредприятие» и Актюбинский филиал РГП «Казаэронавигация»;
- 16 августа 1996 г. — выделение из состава Национальной авиакомпании «Қазақстан Әуе Жолы» ОАО «Международный Аэропорт Актобе» на основании Постановления Государственного комитета Республики Казахстан по управлению государственным имуществом № 521 от 30 июля 1996 г. «О проведении срочных мер по выделению из Актюбинского авиапредприятия аэропорта» и Постановления Комитета по управлению государственным имуществом № 206 от 09.08.1996 г.
- 12 января 1999 г., в соответствии с Законом РК от 10 июля 1998 г. № 281 «Об акционерных обществах», проведена перерегистрация ОАО «Международный Аэропорт Актобе»;
- 17 сентября 2004 г. — в АО «Международный Аэропорт Актобе».
- 28 апреля 2021 года Постановлением Правительства Республики Казахстан №276 АО «Международный Аэропорт Актобе» присвоено имя Алии Молдагуловой.

В 2004 году была проведена реконструкция аэропорта: капитально отремонтирована ВПП, проводится перепланировка аэровокзала.

## Авиакомпании и направления

### Пассажирские рейсы
По состоянию на 2021 года аэропорт обслуживает рейсы следующих авиакомпаний:

## Пассажирооборот
| Год             | 2007    | 2008    | 2009    | 2010    | 2011    | 2012    | 2013    | 2014    | 2015    | 2016    | 2017    | 2018    | 2022    |
| Пассажирооборот | 182 075 | 200 107 | 184 640 | 220 933 | 265 567 | 292 230 | 298 400 | 321 800 | 345 253 | 338 138 | 378 478 | 411 248 | 748 234 |

## Характеристики
Аэродром Актобе 1 класса, способен принимать большинство типов самолётов, включая Ил-86, Боинг 727—200 и Ан-124 (по разрешению дирекции), а также вертолёты всех типов. Классификационное число ВПП (PCN) 50/R/A/X/T.
К территории аэродрома примыкает авиаремонтный завод № 406 гражданской авиации, производящий ремонт самолётов Ан-2 и Як-18, вертолётов Ми-2.
Помимо гражданской авиации, на аэродроме базируется военная авиация — учебные самолёты Военного института Сил воздушной обороны Республики Казахстан имени дважды героя Т. Я. Бегельдинова. Институт создан в 1996 на основе бывшего Актюбинского высшего лётного училища гражданской авиации (АВЛУГА) и имеет также учебный грунтовый аэродром Хлебодаровка в Мартукском районе Актюбинской области (50°32′35″ с. ш. 56°51′23″ в. д. 60 км северо-западнее Актобе, вблизи железнодорожного разъезда № 37).
В Актюбинской области имеется ряд аэропортов местных воздушных линий: Иргиз, Карась, Кенкияк, Шалкар, Бозой, Карабутак. Они были заброшены в 1990-х годах, однако в 2011 году начато их возрождение: восстановлен аэропорт Иргиз, планируется восстановление аэропортов Шалкар и Бозой. Тем не менее, планы так и остались планами, никакого восстановления не происходит.

## Происшествия

### Катастрофа 18 декабря 1942 года
18 декабря 1942 года самолёт DC-2, следовавший по маршруту Ташкент — Джусалы — Чкалов, в сложных метеоусловиях на малой высоте задел крылом земную поверхность и потерпел катастрофу в Актюбинской области в районе посёлка Кандагач вблизи железнодорожного разъезда № 10. Из 7 человек, находившихся на борту, 2 погибли, остальные получили ранения разной степени тяжести.

### Катастрофа 7 сентября 1958 года
7 сентября 1958 года в Актюбинской области по причине попадания молнии потерпел катастрофу самолёт Ил-14П, следовавший из Актюбинска в Уральск. Погибло 27 человек.

### Катастрофа 17 июля 2013 года
17 июля 2013 года самолёт L-39, принадлежащий Военному институту Сил воздушной обороны Вооруженных сил Республики Казахстан, потерпел катастрофу при посадке в аэропорту Актобе около 20.00 по времени Астаны (18.00 Московского времени) после выполнения учебно-тренировочного полета. Находившиеся на борту самолета методист-инспектор службы безопасности полетов Военного института подполковник авиации Виссарионов Евгений Николаевич и курсант 2-го курса Военного института Массалимов Арман Евгенийулы погибли на месте.